# Anatolij Jakovlevics Szolovjov
Anatolij Jakovlevics Szolovjov (oroszul: Анатолий Яковлевич Соловьёв; Riga, 1948. január 16. –) szovjet-orosz űrhajós.

## Életpálya
A rigai 33. sz. középiskolában 1964-ben végezte el az első kilenc évfolyamot, majd a következő két évet esti tagozaton végezte. 1967-ben a Lett Állami Egyetemen (ma: Lett Tudományegyetem) matematika és fizika karán kezdte el egyetemi tanulmányait, de már az első évet sem fejezte be, helyette repülőtiszti iskolába jelentkezett. 1968–1972 között a Csernyigovi Repülőtiszti Főiskolára járt, ahol repülőmérnöki diplomát kapott.
A pilótakiképző főiskolát 1972-ben elvégezve repülőtisztként szolgált a Szovjet Légierőben. 1972-től 1976-ig pilóta, később csoportparancsnok, majd berepülőpilóta. III. osztályú berepülőpilóta, 1993. március 31-től I. osztályú tesztűrhajós.14 típusú repülőgépet vezetett, 1500 óránál többet töltött a levegőben, 140 ejtőernyős ugrást végzett. 1976. augusztus 23-tól részesült űrhajóskiképzésben. Összesen 651 napot, 3 percet és 28 másodpercet töltött a világűrben, közben 16 űrsétát tett, mindkettő világcsúcs. 1996 májusától augusztusáig a NASA-ban a közös űrrepülési program koordinátora volt. 1999. február 2-án szerelt le a fegyveres erőktől és az űrhajósoktól.

## Űrrepülések
- Szojuz TM–5 szállító űrhajó. Az első űrutazásán az Interkozmosz program keretében a második bolgár űrhajós, Alekszandar Alekszandrov parancsnoka. Leszálláskor a Szojuz TM–4 csere űrhajót vették igénybe.
- Szojuz TM–9 szállító űrhajó, parancsnoki pozícióban hosszú távú szolgálatra szállította a Mir űrállomásra
- Szojuz TM–15 szállító űrhajó, parancsnoki pozícióban hosszú távú szolgálatra szállította a Mir űrállomásra
- STS–71 Atlantis űrrepülőgép fedélzetén parancsnoki pozícióba érkezett a Mir űrállomásra, a Szojuz TM–21 fedélzetén tért vissza a Földre
- Szojuz TM–26 szállító űrhajó, parancsnoki pozícióban a leghosszabb távolságú szolgálatra szállította a Mir űrállomásra

### Tartalék személyzet
- Szojuz TM–3 tartalék parancsnok, az első szíriai űrhajóst, Muhammed Ahmed Farist szállította a Mir űrállomásra,
- Szojuz TM–8 tartalék parancsnok, hosszú távú szolgálatra szállított legénységet a Mir űrállomásra,
- Szojuz TM–14 tartalék parancsnok, Klaus-Dietrich Flade német űrhajóst vitte a Mir űrállomásra,
- Szojuz TM–21 tartalék parancsnok, közös amerikai/orosz program keretében űrhajósokat szállított a Mir űrállomásra,

## Kitüntetések
- Kétszer kapta meg a Szovjetunió Hőse kitüntetést, egyszer a Lenin-rendet.